# Entreparticuliers.com
Entreparticuliers.com est un site Internet spécialisé dans la diffusion d'annonces immobilières et l'accompagnement des propriétaires dans le processus de vente et de location de biens immobiliers en ligne. Depuis sa création en septembre 2000, Stéphane Romanyszyn en est le président-directeur général et le principal actionnaire.

## Historique
Le site a été fondé en 2000 par Stéphane Romanyszyn, son président, et coté en Bourse depuis 2007.
En 2000, Stéphane Romanyszyn constate deux évolutions importantes du marché immobilier. D'une part, la désintermédiation, de plus en plus de particuliers souhaitent vendre ou proposer à la location leur bien par eux-mêmes sans passer par un intermédiaire. D'autre part la dématérialisation des annonces immobilières qui basculent progressivement du papier vers Internet. De plus, la recherche de bien immobiliers se réalise désormais majoritairement sur Internet au détriment des supports classiques tels que les journaux de petites annonces immobilières.
Après avoir connu la croissance[source insuffisante], le site a connu plusieurs déboires médiatiques et judiciaires au cours de l’année 2008.
Après la crise de l’immobilier en 2009, le site doit aujourd’hui affronter la concurrence des sites gratuits (tel Le Bon Coin).
En France, en 2012, entreparticuliers.com était condamné pour publicité mensongère et pratiques commerciales trompeuses.
Le 16 mai 2012, l'entreprise est condamnée à 150 000 euros d'amende pour publicité mensongère pour des faits datant de 2007 à la suite d'un pourvoi rejeté par la Cour de cassation,. Son président est également condamné.
En 2017, le chiffre d'affaires s'élève à 1.7M€ en recul de 41 % par rapport à 2016.

## Activités
Le site propose sur Internet les services classiques des agences immobilières publiant leurs offres sur des supports papier. Il s'adresse aux personnes ne souhaitant pas faire appel à une agence immobilière ceci afin de réduire les frais de transaction.
L'entreprise est affiliée à différents réseaux professionnels. Membre de la Fédération Française de l'Immobilier sur Internet (FF2I), fondée dans le but de réunir l'ensemble des acteurs du numérique immobilier français.